# Maya Pedersen-Bieri
Maya Pedersen (Hondrich, 27 november 1972) is een Zwitsers/Noors skeletonster.

## Carrière
Pedersen kwam gedurende het eerste deel van haar carrière uit voor haar geboorteland Zwitserland. Pedersen werd in 2001 en 2005 wereldkampioen en in 2006 olympisch kampioen skeleton. In 2010 beëindigde zij haar carrière. In 2016 maakte zij haar rentree voor het land van haar man Noorwegen, zij nam deel aan een aantal wereldbekerwedstrijden en in 2017 aan de wereldkampioenschappen.

## Resultaten
| Jaar | Plaats         | Resultaat |
| ---- | -------------- | --------- |
| 2002 | Salt Lake City | 5e        |
| 2006 | Turijn         | Goud      |
| 2010 | Vancouver      | 9e        |

| Jaar | Plaats       | Resultaat                     |
| ---- | ------------ | ----------------------------- |
| 2001 | Calgary      | individueel                   |
| 2005 | Calgary      | individueel                   |
| 2007 | Sankt Moritz | individueel · landenwedstrijd |
| 2009 | Lake Placid  | landenwedstrijd               |
| 2017 | Königssee    | 4e individueel                |

2002: Tristan Gale ·
2006: Maya Pedersen-Bieri ·
2010: Amy Williams ·
2014: Elizabeth Yarnold ·
2018: Elizabeth Yarnold ·
2022: Hannah Neise